# Cadeia Velha (Porto Alegre)
Cadeia Velha foi o primeiro edifício utilizado como presídio em Porto Alegre.
Iniciada sua construção em 1794, foi inaugurado em 1812 e era localizada no Beco da Cadeia (também chamada de Travessa da Cadeia). Antes da construção da cadeia, os presos eram mantidos dentro do Corpo da Guarda, em cubículos feitos de madeira.
Em função das condições precárias do edifício, sem o devido cuidado com o passar do tempo, a falta de higiene e segurança, as autoridades resolveram fechar o presídio em 1835, mas com o advento da Revolução Farroupilha, a cadeia teve o seu funcionamento prolongado até 1841, ano da sua demolição.